# وريد بازلي
الوريد البازلي أو الباسلِيق (بالإنجليزية: Basilic vein)‏ هو وريد سطحي كبير في الأطراف العلوية للجسم، ويقوم بالعمل على تصريف دم أجزاء من اليد، والساعد. ينشأ الوريد من على الجانب الأنسي (الزندي) للشبكة الوريدية السطحية لليد، ويقوم بالعبور حتى مركز الساعد والذراع. يمر الوريد في معظم مساره في الطبقة السطحية، وبشكلٍ عام يمر في الدهون تحت الجلد وبعض اللفافات الأخرى التي توجد على سطح عضلات الأطراف العلوية. ولذلك فإنه دائمًا يمكن رؤية هذا الوريد من خلال الجلد.
بالقرب من الجهة الأمامية للحفرة المرفقية، وعند انحناءة مفصل المرفق، يقوم الوريد البازلي عادةً بالاتصال مع الوريد الرأسي، وهو وريد سطحي كبير أيضًا، ويرتبطان ببعضهما عبر الوريد المرفقي الناصف.
يختلف نسق الأوردة السطحية للساعد بشكل كبير من شخصٍ لآخر، وبشكلٍ عام هناك اختلاف في الأوردة السطحية الغير مسماة والتي ترتبط بالوريد البازلي.
في منتصف المسافة للذراع الحقيقية (بين الكتف والمرفق)، يغوص الوريد البازلي عميقًا إلى أسفل العضلات. هناك، تقوم الأوردة العضدية المنعطفة الأمامية والخلفية بالصب في الوريد البازلي، حول الحافة السفلية للعضلة المدورة الكبيرة، وبالضبط قبل اتحاد الوريد البازلي مع الأوردة العضدية ليشكلوا الوريد الإبطي.
يعتبر الوريد البازلي مع الأوردة السطحية الأخرى للساعد، من الأماكن التي يمكن عن طريقها سحب الدم وإجراء بزل الوريد.

## صور إضافية

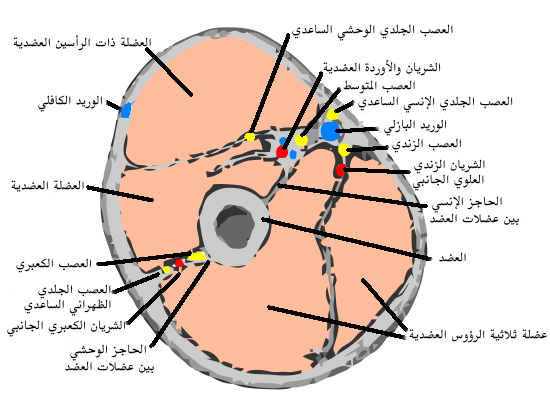
مقطع عرضي في منتصف الذراع.
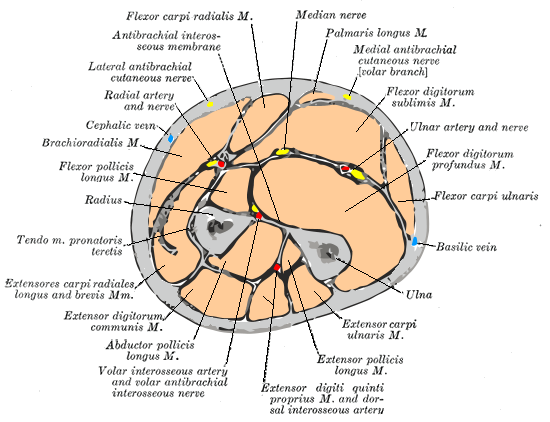
مقطع عرضي في منتصف الساعد.
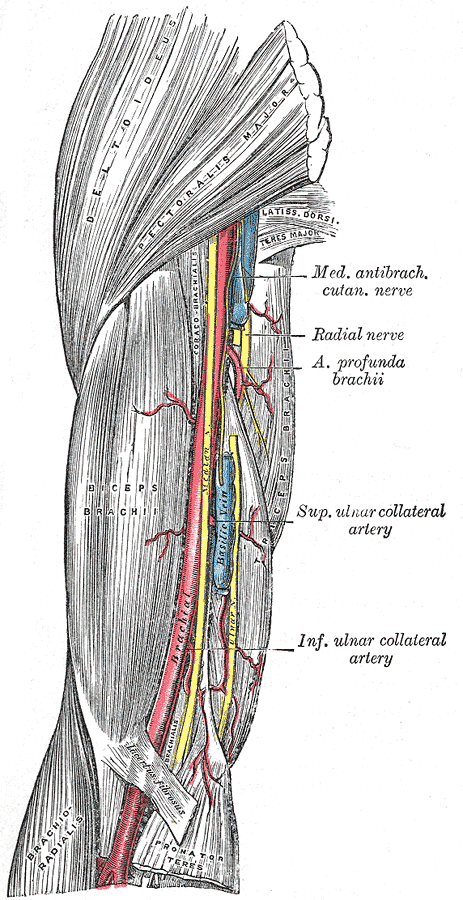
الشريان العضدي.
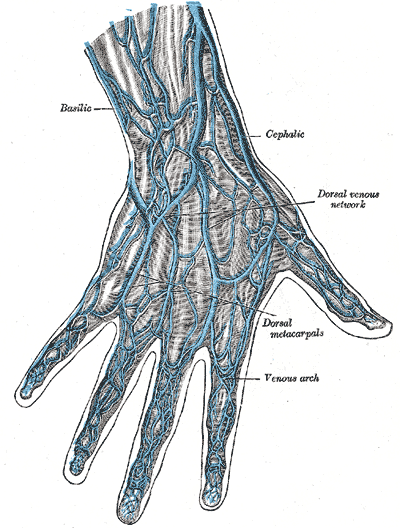
الأوردة على ظهر اليد.
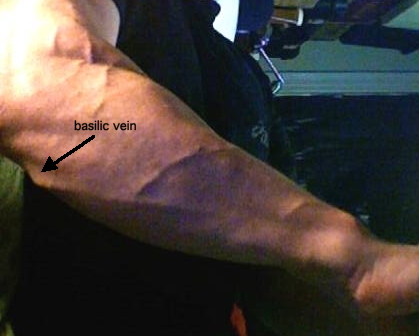
الوريد البازلي على ساعد ذكر بالغ.
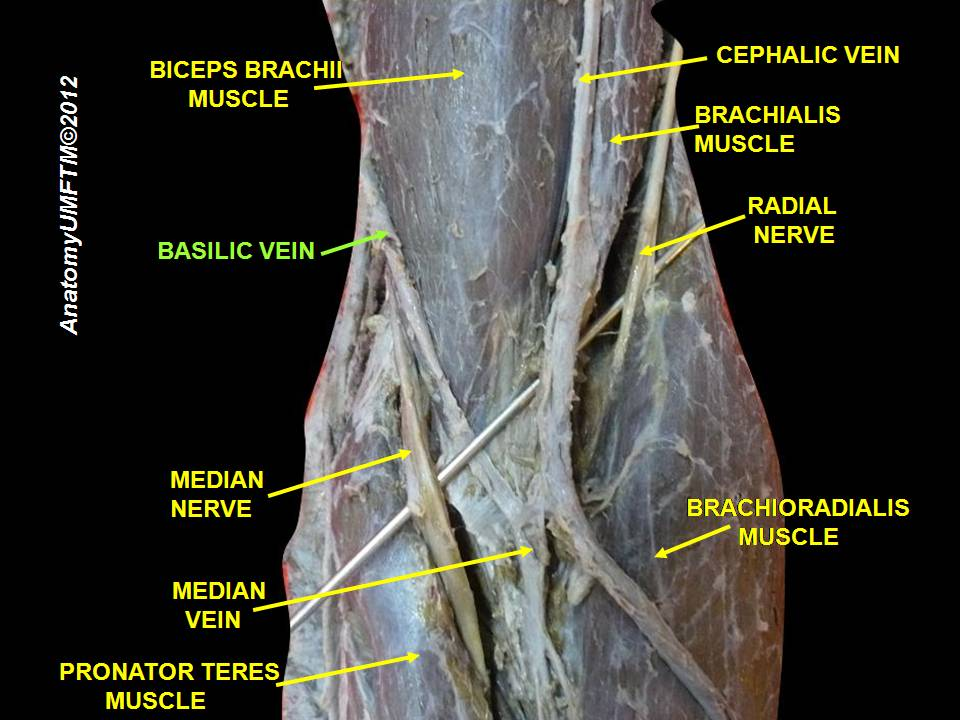
الوريد البازلي

## روابط خارجية
- صور تشريحية:07:st-0701 في مركز داونستيت الطبي التابع لجامعة نيويورك
- أشعة صني UpperLimb:18VenoFo
- Illustration